# Блум, Тони
Энтони (Тони) Грант Блум (англ. Anthony Grant Bloom, род. 20 марта 1970 года, Брайтон, Восточный Суссекс, Великобритания) — британский профессиональный покерист, бизнесмен и спортивный функционер, владелец клуба АПЛ «Брайтон энд Хоув Альбион», бельгийского «Юнион Сент-Жиллуаз» и букмекерской компании Premier Bet.

## Биография
Родился 20 марта 1970 года в Брайтоне. По признанию Блума, любовь к ставкам передалась ему от дедушки, регулярно ставившего на лошадиные и собачьи бега.
Сам Тони приобщился к беттингу ещё в школьные годы, играя с 15 лет по поддельным документам. Ради ставок парень даже сбегал из элитного колледжа.
С 1990-х годов работал аналитиком в букмекерской конторе BetVictor, однако позже уволился из-за разногласий с владельцем компании Виктором Чендлером.
Спустя пару лет Тони основал собственную компанию Premier Bet, ставшую одной из первых контор, начавших принимать ставки в онлайн-режиме. Через три года после создания она принесла Блуму 1,2 миллиона фунтов дохода.

## Карьера покериста
В 2004 году Тони переключился на покер, создав несколько онлайн-сайтов для игры. В 2006 году платформы были выкуплены у своего создателя за 204 миллиона фунтов. В перерывах между вычислением формул для ставок Блум и сам охотно садился за стол.

Специализированное онлайн-издание PokerNews включило его в список 15 лучших покер-игроков в истории. Блум суммарно выиграл $3,3 млн призовых, а хладнокровная манера поведения принесла ему прозвище Lizard (в переводе с англ. — «Ящерица»).
«Покер даёт хорошее понимание многих вещей. В том числе помогает читать ситуации, людей, принимать сложные решения. Эти навыки можно использовать в бизнесе и, конечно, в управлении футбольным клубом», — высказался в одном из своих интервью Блум.

## Блум и футбол
Тони купил «Брайтон» в 2009 году. При нём команда из курортного города за несколько лет прошла путь от низших дивизионов до Чемпионшипа, заняв второе место в котором в сезоне 2016\17, вышла в Премьер-Лигу после 34-летнего отсутствия. В 2018 году бизнесмен также приобрёл коллектив второго по значимости бельгийского дивизиона — брюссельский «Юнион». Тони Блум внедрил в работу селекции специальную компьютерную программу по автоматическому подбору бесплатных футболистов на трансферном рынке. В 2025 году «Юнион» стал чемпионом Бельгии впервые с 1935 года.

## Личная жизнь
Супругу бизнесмена зовут Линда.
Тони придерживается иудаизма и активно сотрудничает с представителями еврейской диаспоры Брайтона. В 2017 году благотворительный фонд, учреждённый по инициативе предпринимателя, выделил средства на постройку новой городской синагоги.